# Палиця

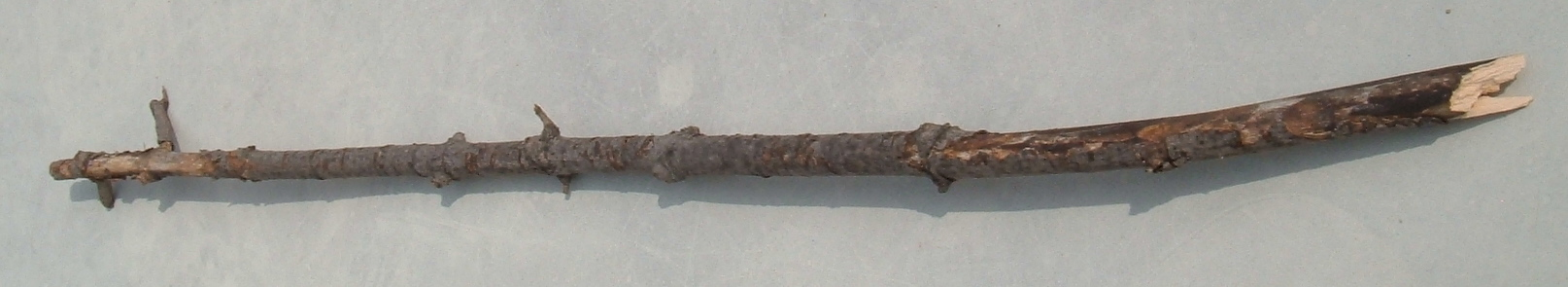
Палиця-ломачка

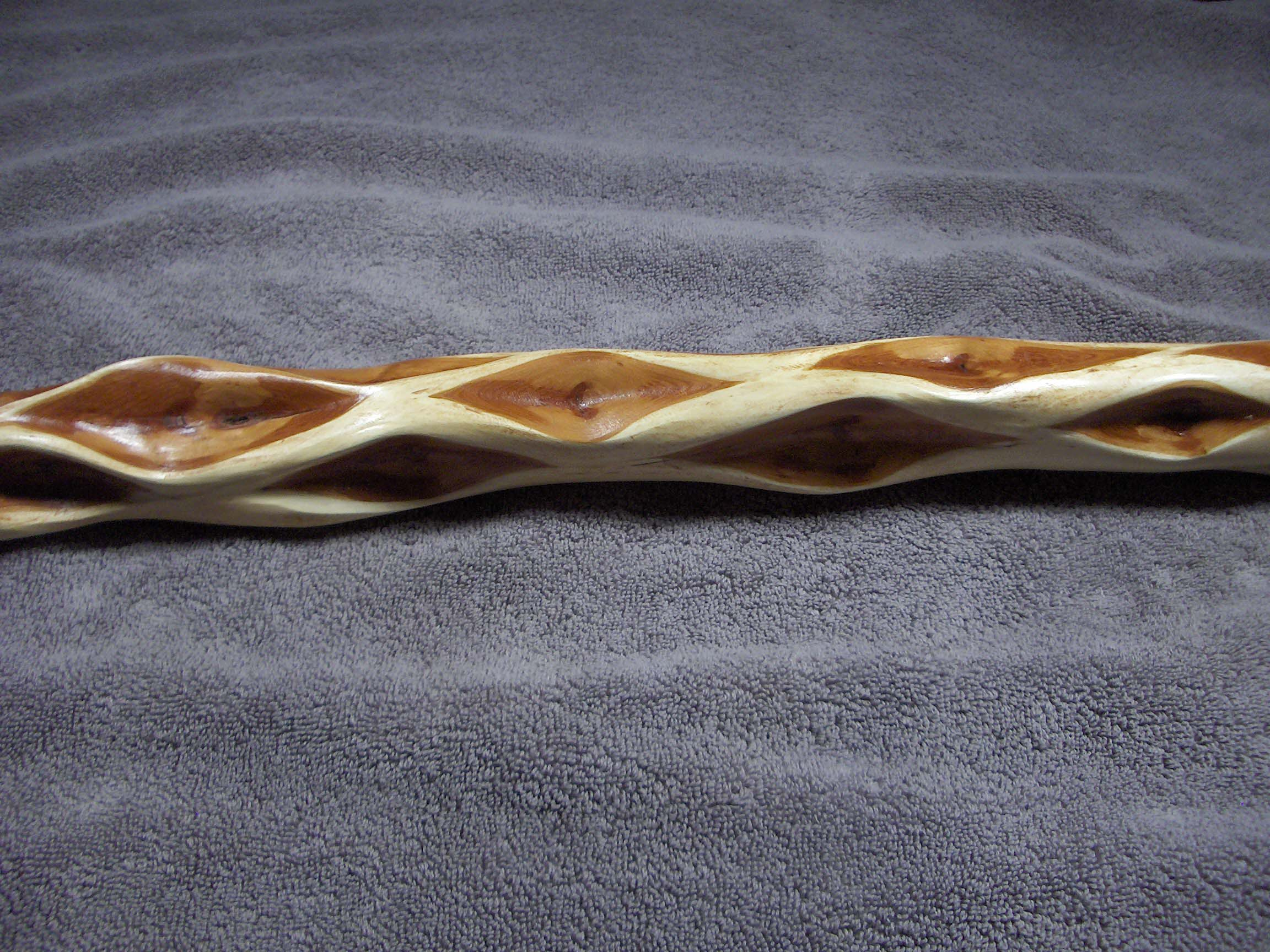
Оброблена вербова палиця

Па́лиця, па́лка, пати́к, рідко пати́ка — відділена від дерева й очищена від пагонів частина тонкого стовбура або товстої гілки, а також подібний предмет з будь-якого матеріалу, що застосовується з різною метою.
Велика товста палиця називається ще дрюком чи ломакою (укр. прислів'я: От тобі й наука, не ходи надвір без дрюка.).

## Види палиць

### Для опори при ходьбі
- Ґирли́ґа, ґерли́ґа — посох, ціпок, часто загнутий на кінці, яку використовують пастухи й старики[7]
- Ліска — діалектна назва ціпка з ліщини[8]
- Кові́нька, карлючка, діал. клюка — палиця з загнутим кінцем[9][10][11].
- Ко́стур — груба палиця, часто з загнутим верхнім кінцем для опори при ходьбі, також інша назва милиці
- Милиця — висока палиця з перекладками, на яку спираються пахвами і якою користуються як опорою при ходінні особи з обмеженими можливостями
- Офіцерська тростина — аксесуар, вживаний військовослужбовцями в деяких арміях
- Посох — довга палиця, яку звичайно використовують для опори при ходьбі
- Патериця — довга палиця, жезл архієреїв і настоятелів монастирів
- Тростина — спеціально оброблена тонка довга палиця
- Ціпок — палиця для опори при ходьбі, іноді оздоблена

### Спорт
- Альпеншток — довга палиця з загостреним залізним наконечником, якою користуються при сходженні на високі гори, льодовики
- Бита — товста палиця, призначена для відбивання м'яча в деяких іграх, таких як гилка, бейсбол, софтбол, крикет, раундерз та ін.
- Гімнастична палиця — снаряд для гімнастичних вправ у вигляді палиці довжиною близько 1 м
- Кий — палиця для гри в більярд
- Ключка — палиця із загнутим кінцем для гри в хокей, гольф та ін.
- Лижні палиці
- Легкоатлетична жердина — снаряд для стрибків з жердиною
- Трекінгові палиці — складані палиці, які використовують у спортивному гірському туризмі і альпінізмі.

### Зброя
- Бо — дерев'яна жердина, яку використовують в японських бойових мистецтвах
- Бумеранг — кидальна зброя у вигляді зігнутої палиці, яка сама повертається до того, хто її кинув
- Гумова палиця — короткий товстий гумовий кийок, що служить зброєю для поліцейських
- Дзьо — пряма, гладка дерев'яна жердина, яку використовують в японських бойових мистецтвах
- Довбня, довбешка — велика дерев'яна палиця з потовщенням на кінці
- Квартерстаф — старовинна англійська холодна зброя у вигляді короткої жердини
- Нунчаку — зброя у вигляді двох палиць, з'єднаних ланцюжком, мотузком чи ремінцем
- Палиця, кий — важкий дрючок з потовщенням на кінці, який в старовину використовували як зброю
- Ратище — держак списа чи іншої подібної колючої зброї
- Ру́дис (лат. rudis) — дерев'яний меч, який використовували для тренувань у Стародавньому Римі, був також відзнакою звільненого гладіатора-рудіарія
- Списокидалка — палиця для метання списів, дротиків
- Тонфа — зброя окінавського походження, що має вигляд палиці з боковою перпендикулярною ручкою
- Ханбо — коротка дерев'яна жердина, яку використовують в японських бойових мистецтвах

### Військове приладдя
- Банник — довгий держак із щіткою, який використовували для чищення стволів гармат після пострілу
- Забивач — довга палиця з дерев'яним циліндром, яку використовували для заряджання гармат
- Шомпол — стержень для чистки й змащування каналу ствола в ручній вогнепальній зброї або забивання набоїв у рушниці, пістолеті, що заряджаються з дула

### Інструмент

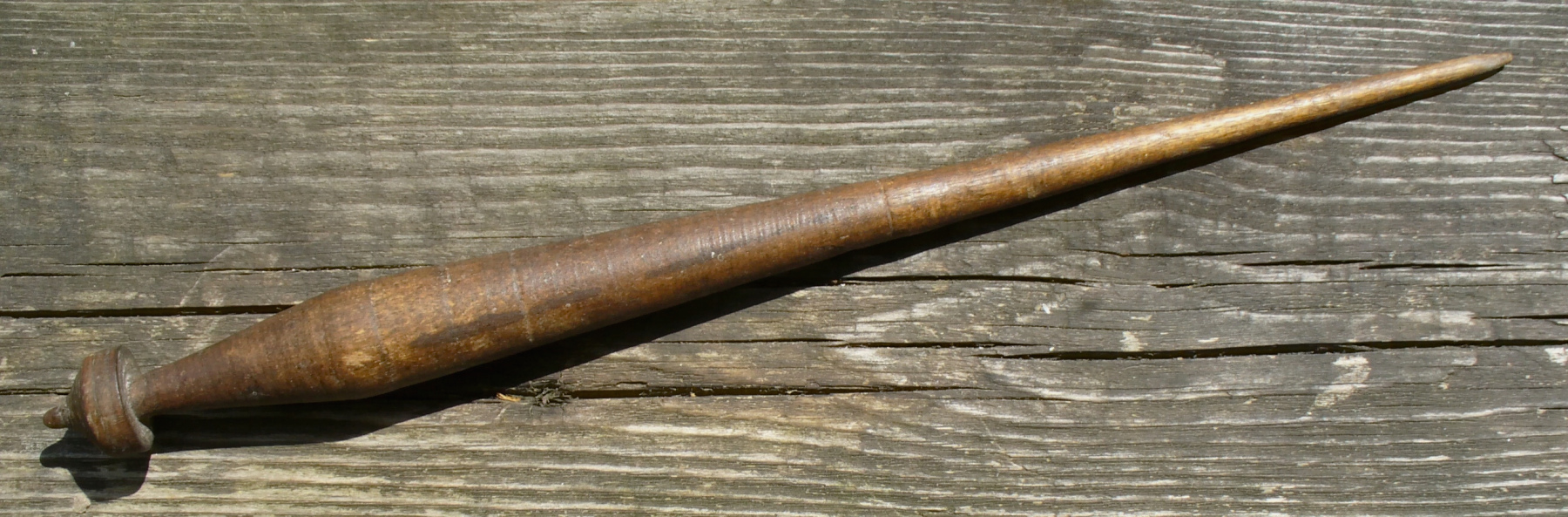
Веретено

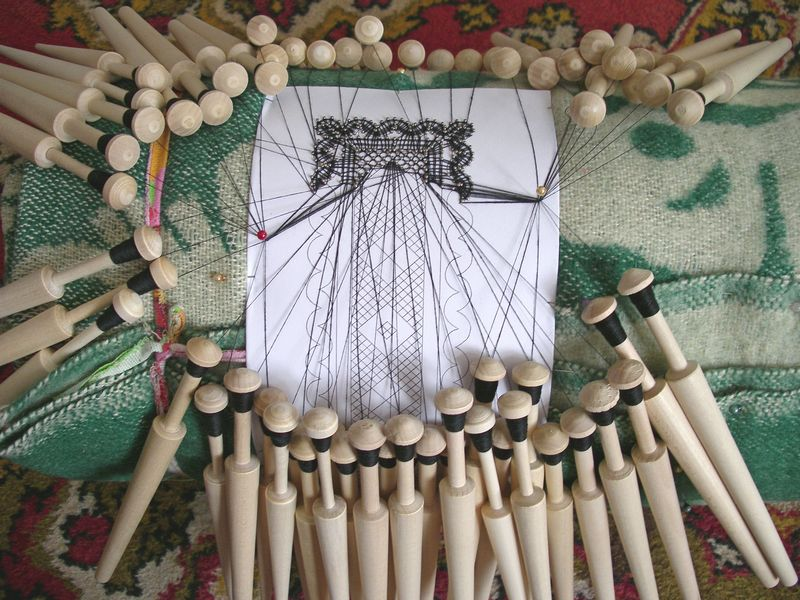
Коклюшки

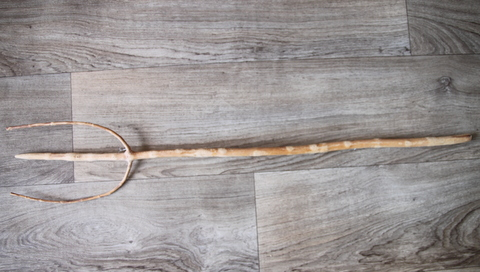
Кужівка-вилка

- Багор — довга жердина з гаком на кінці.
- Байловка — жердина для підіймання якоря на дуб[12].
- Батале́в, батале́й — карпатська назва колотівки для збивання масла[13].
- Брай — інструмент у вигляді дерев'яної палиці, циліндричної з одного і чотиригранної з другого кінця, яким б'ють бринзу при її приготуванні[14].
- Важа́к — паличка, на яку намотують і зав'язують петлі під час плетіння сітей[15].
- Веретено — паличка для намотування пряжі, а також стрижень-вісь у конструкції деяких механізмів.
- Вісьтак — палиця, яку чинбарі використовували для вивертання шкір[16].
- Глиця — велика дерев'яна голка, на яку нанизують листя капусти, тютюну і т. ін.; а також дерев'яна голка, якою плетуть сіті, килими; лінійка, що розділяє верхню і нижню основи килима під час ткання[17].
- Глицар — палиця для мішання вапна в творилі, глицарні[18].
- Держак — палиця, що слугує для тримання якогось предмета, знаряддя.
- Жига́ло — залізний стрижень для пропалювання дірок в дереві, для випікання чого-небудь[19].
- Заноза — дерев'яна або металева палиця, яку вставляють у край ярма[20].
- І́стик — паличка з залізним наконечником для очищання лемеша або чересла в плузі від прилиплої землі[21]
- Качалка — кругла, гладко витесана палиця для розкочування білизни, тіста, вигладжування, вирівнювання одягу
- Коклюшка — паличка для плетіння мережива
- Колоті́вка, розм. збивалка — палиця з виступами, сучками, призначена для колотіння, збивання[22][23] (наприклад, для ручного збивання масла в масничці)
- Кужівка — паличка (іноді з розвилиною) для прикріплення кужелі, частина прядки
- Лом — металева палиця
- Муштабель — допоміжний інструмент художника, що слугує для упору руці при створенні картини
- Набивач — діалектна назва палиці, якою в млинах набивають борошно в мішки[24]
- О́жог, о́жуг — палиця, якою перемішують жар, паливо[25], прототип коцюби
- Палиця-копачка, копач[26] — знаряддя для збиральництва та примітивного рільництва
- Писа́к — металевий інструмент для розписування дерев'яних і керамічних виробів у вигляді негострого цвяха, закріпленого в дерев'яній ручці[27].
- Стека — дерев'яний або кістяний інструмент, яким користуються скульптори при ліпленні[28]
- Тіпалка — палиця для ручного тіпання
- Товкач — товста палиця для подрібнення, розтирання
- Юро́к — трубочка, зроблена з стовбура бузини або іншого дерева, яку використовують при змотуванні ниток у клубок.

### Частини машин і механізмів

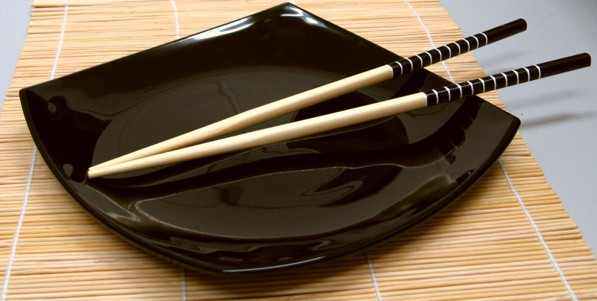
Палички для їжі

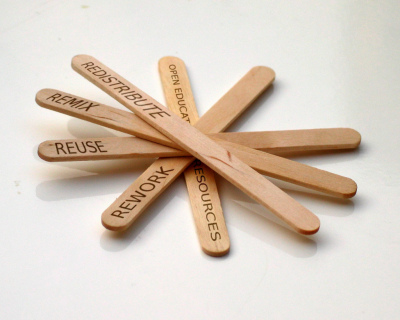
Палички для морозива

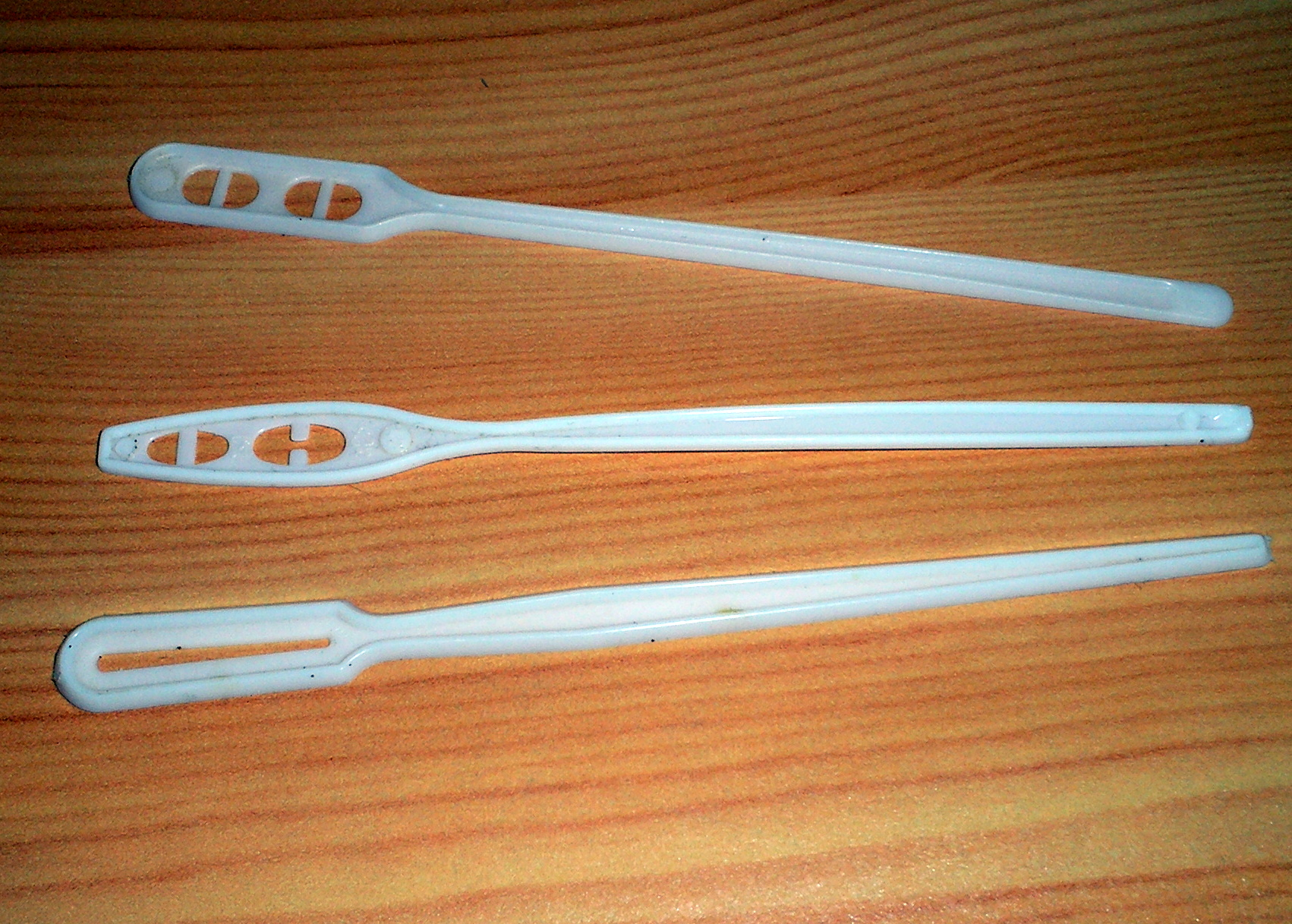
Свізл-стики

- Барок — валок для кріплення посторонків у кінній запряжці.
- Важіль — найпростіше знаряддя у вигляді стрижня, що може обертатися навколо нерухомої точки опори; деталь машини у вигляді стрижня з ручкою для регулювання чого-небудь.
- Вимбовка — важіль для обертання кабестана.
- Гандшпиг (гандшпуг) — важіль для повертання хобота гармати.
- Гандшпуг — дерев'яний чи металевий важіль для пересування вантажів на судні.
- Глиця — кожна з коротких поперечин на крилах вітряка.
- Колдершток — вертикальний важіль для повертання румпеля, що служив замість штурвала на старовинних суднах.
- Прави́ло — важіль для повертання хобота гармати, довгий гандшпиг.
- Румпель — горизонтальний важіль для перекладання стерна.
- Стрижень, стержень — предмет видовженої форми, який є переважно осьовою або опорною частиною чого-небудь.
- Шворінь — металевий або дерев'яний стержень, що є вертикальною віссю передка воза, візка чи поворотним пристроєм в автомобілі, локомотиві.
- Штир — металевий стрижень.
- Шток (від нім. Stock — «палиця») — металевий циліндричний стрижень, елемент деяких машин і механізмів.

### Начиння
- Кулеші́р — паличка для розмішування кулеші[29]
- Палички для їжі — столове приладдя традиційних далекосхідних кухонь
- Палички для морозива
- Роже́н — металевий чи дерев'яний прут, на який настромлюють м'ясо для жарення. Інше значення — довга палиця з загостреним кінцем[30]
- Свізл-стик (англ. swizzle stick) — дерев'яна чи пластикова паличка для розмішування коктейлів, кави

### Жезли
- Вас — давньогипетський скіпетр
- Ві́тис (лат. vitis, буквально — «лоза») — жезл римських центуріонів
- Жезл
- Кадукей — жезл глашатаїв у Стародавніх Греції і Римі
- Літуус — жезл давньоримських жерців
- Скіпетр
- Тамбуршток — жезл тамбурмажора
- Хакхара — буддійський жезл з кільцями, вживаний під час молитви

### Інше

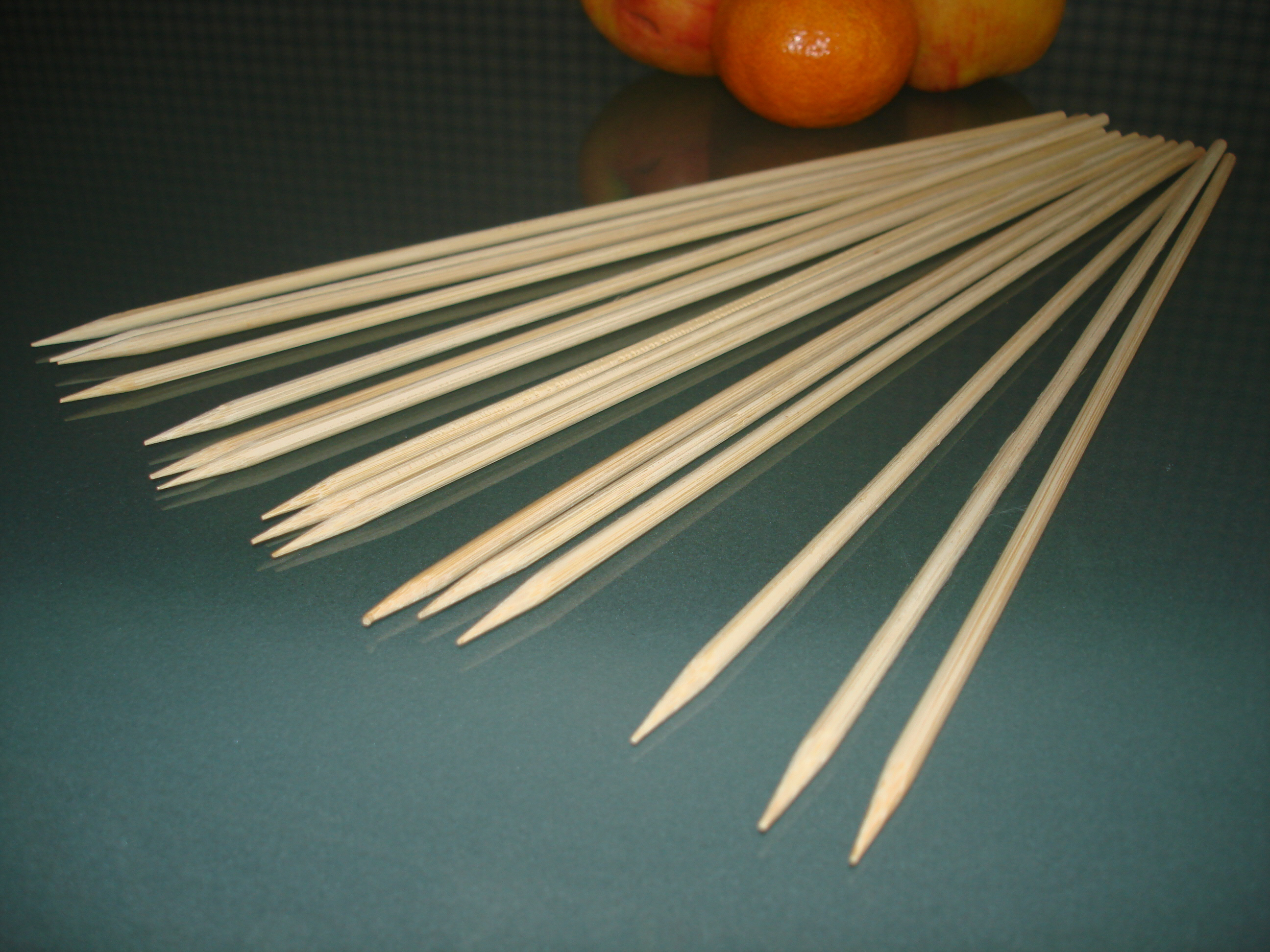
Бамбукові рожни-спички

- Анкус, анкуша — палиця з гаком погонича слонів
- Більбоке — іграшка у вигляді палички з прив'язаною кулькою
- Барабанні палички
- Бук — діалектна назва ціпка, палиці, кия[31]
- Ву́длище, вуди́лище, вуди́ло — складова вудки, довгий прут, до якого кріплять волосінь
- Джоґа́н, джига́ло — палиця із загостреним кінцем, яку використовували для ковзання на кістяних ковзанах («нартах»)[32][33]
- Диригентська паличка — спеціальна паличка, за допомогою якої диригент керує колективом музикантів
- Дре́вко — дерев'яна палиця, до якої прикріплюється полотнище прапора, на яку настромлюється вістря списа і т. ін.; держак
- Дубець — відламана гілка без листя, прут[34]
- Дубина — товста важка дубова палиця
- Жердина — довга тонка палиця
- Живе́ць — діалектна назва ремінця з дерев'яною паличкою на кінці, що прикріплюється до невода[35]
- Зубочистка — паличка для чищення зубів після їжі
- Каця — довга палиця з гачком, призначена для ловлі овець в отарі (якщо їх не вдавалося спіймати ґирлиґою)[36]
- Кіл, кілок, збільш. коля́ка, діал. па́кіл — груба палиця (іноді — жердина), загострена з одного кінця
- Клюк — загнутий під прямим кутом дерев'яний кілок чи дерев'яний цвях, який використовували для закріплення жердин, замикання воріт тощо[37].
- Ключка — палиця із дерев'яним або металевим гаком для діставання, витягування чогось; металевий прут із загнутим кінцем для перемішування[38]
- Кляч — вертикальня палиця на кінці рибальської мережі (гонишної сітки, невода, бредня)[39]
- Коромисло — вигнута палиця з зарубками або гачками на кінцях, призначена для перенесення вантажів на плечі
- Ле́щата — застаріла назва розщепленої на кінці палиці[40]
- Лозина, лоза — вербовий прут[41][42]
- Мандре́н (фр. mandrin) — металевий стрижень для закриття порожнини трубчастого інструмента (напр. троакара, голки шприца)
- Корчомаха — груба, крива або сучкувата палиця
- Палиця для селфі
- Паля — загострений з обох кінців кілок, який вбивають, вкопують у землю як опору для чого-небудь або як елемент огорожі-частоколу
- Підтиральна паличка (кит.: 厕筹, яп. 籌木) — паличка, що вживається в далекосхідних країнах замість туалетного паперу
- Прикіл, заст. прикол[43], приколень[44], прикорень[45]  — вбитий у землю кіл (для прив'язування коней, човнів тощо)
- Прого́нич — залізний прут для замикання віконниць, дверей, воріт[46]
- Про́тичка — розмовна назва металевого стрижня для прочищання люльки[47]
- Прут — довга тонка гнучка паличка, а також довгий тонкий металевий стрижень
- Пуп (грец. ὀμφαλός; лат. umbilicus) — паличка для намотування сувою
- Рогач, рогуля, рогулька — палиця з розвилкою на кінці[48][49][50]
- Свид — добре висушена палиця до 1 сажня завдовжки[51]
- Сно́за — паличка у вулику для підтримування стільників чи кожна з чотирьох жердок, що утворюють основу плетеного бовдура[52]
- Стек — тонка палиця з ремінною петлею на кінці, що служить хлистом при верховій їзді[53]
- Стиль або писало — загострена паличка для письма на навощених дощечках, корі
- Спичка (шпичка, шпичак) — загострена паличка[54][55][56]
- Стрекало — загострена палиця для поганяння тварин
- Стрихулець — паличка для вирівнювання зерна в мірці[57]
- Тичка, тичина — довга палиця, жердина для підтримування витких рослин, підпирання гілок плодових дерев, для розвішування рибальських сітей і т. ін., віха, взагалі довга палиця, жердина, яку використовують з різною метою
- Тростина для покарань — знаряддя для покарання, яке виготовляється з ротанґа
- Указка — довга паличка, якою що-небудь показують, указують
- Фалака — палиця для тілесних покарань, традиційна на Близькому Сході і в Північній Африці.
- Феру́ла (від лат. ferula) — лінійка або палиця, якою в давнину карали учня за провину
- Флагшток — вертикальна жердина для прапора
- Хоре́й — довга палиця, якою керують запряженими оленями або собаками[58]
- Цурка — паличка, відтинок стовбура дерева, уживана для різних потреб.
  - Цурка, юрок — паличка для закручування перевесла снопа.
  - Цурка — ґудзик у вигляді короткої палички.
- Цурпа́лок, цурпа́лка, цурупа́лок — уламок, обрубок чи обрізок палиці, прута
- Чарівна паличка
- Шпіцрутен — довга гнучка палиця або прут, що застосовувались при тілесному покаранні
- Штих — діалектна назва палиці з гострим кінцем[59]

## Інше
- Батон-Руж («Червона Палиця») — місто в США, у штаті Луїзіана
- Червоні Палиці — індіанське плем'я Північної Америки, належали до народу криків